# Самахиль (муниципалитет)
Самахиль (исп. Samahil) — муниципалитет в Мексике, штат Юкатан, с административным центром в одноимённом городе. Численность населения, по данным переписи 2010 года, составила 5008 человек.

## Общие сведения
Название Samahil c майяйского языка можно перевести как: где растут бобовые.
Площадь муниципалитета равна 161 км², что составляет 0,4 % от общей площади штата, а наивысшая точка — 7 метров над уровнем моря, расположена в поселении Сан-Антонио-Бальче.
Он граничит с другими муниципалитетами Юкатана: на севере с Тетисом и Хунукмой, на востоке с Уманом, на юге с Чочолой, и на западе с Кинчилем.

## Учреждение и состав
Муниципалитет был образован в 1918 году, в его состав входит 6 населённых пунктов:
| Код INEGI                  | Населённый пункт                                                                  | Численность населения (2005 год) | Численность населения (2010 год) |
| -------------------------- | --------------------------------------------------------------------------------- | -------------------------------- | -------------------------------- |
| 063                        | Всего                                                                             | 4764                             | 5008                             |
| 0001                       | Самахиль (исп. Samahil) 20°53′09″ с. ш. 89°53′22″ з. д. (административный центр)  | 2704                             | 2826                             |
| 0004                       | Сан-Антонио-Тециц (исп. San Antonio Tedzidz) 20°50′13″ с. ш. 89°58′28″ з. д.      | 1219                             | 1237                             |
| 0003                       | Кучель (исп. Kuchel) 20°51′03″ с. ш. 89°53′49″ з. д.                              | 837                              | 931                              |
| 0045                       | Сан-Бернанрдо-Тишнук (исп. San Bernardino Tixnuc) 20°52′59″ с. ш. 89°53′39″ з. д. | —                                | 8                                |
| 0027                       | Импорса (исп. Imporsa) 20°54′13″ с. ш. 89°53′24″ з. д.                            | 1                                | 4                                |
| 0006                       | Сан-Антонио-Бальче (исп. San Antonio Balché) 20°53′49″ с. ш. 89°51′59″ з. д.      | 2                                | 2                                |
| Названия на карте Генштаба |                                                                                   |                                  |                                  |

## Экономика
По статистическим данным 2000 года, работоспособное население занято по секторам экономики в следующих пропорциях:
- сельское хозяйство и скотоводство — 38,6 %;
- производство и строительство — 31,8 %;
- торговля, сферы услуг и туризма — 28,4 %;
- безработные — 1,2 %.

## Инфраструктура
По статистическим данным 2010 года, инфраструктура развита следующим образом:
- протяжённость дорог: 94,5 км;
- электрификация: 97,7 %;
- водоснабжение: 95,8 %;
- водоотведение: 42,7 %.

## Достопримечательности
В муниципалитете можно посетить церковь Святого Петра, а также бывшую асьенду Сан-Мигель, построенные в XIX веке.

## Фотографии

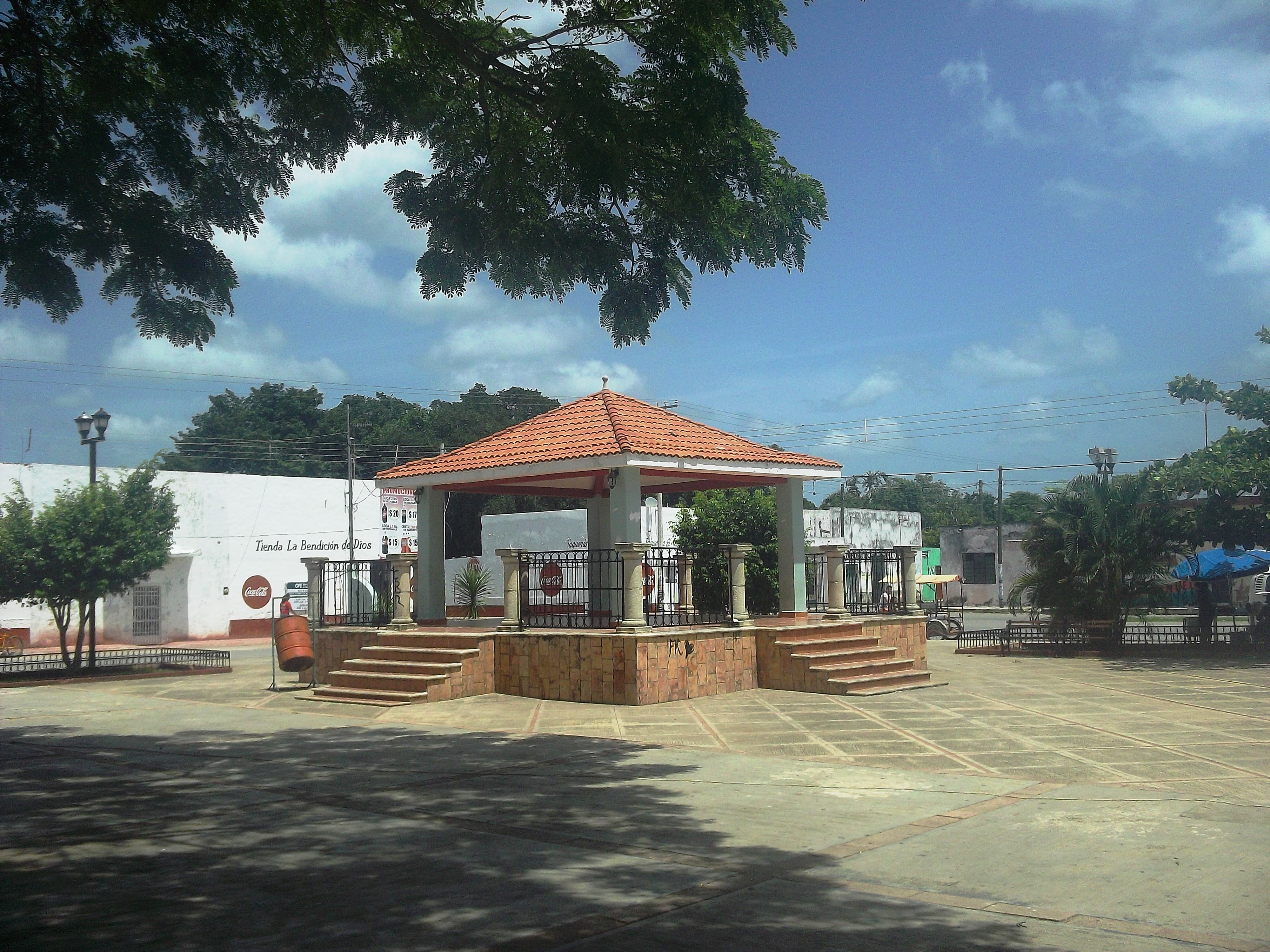
Центральный парк Самахиля
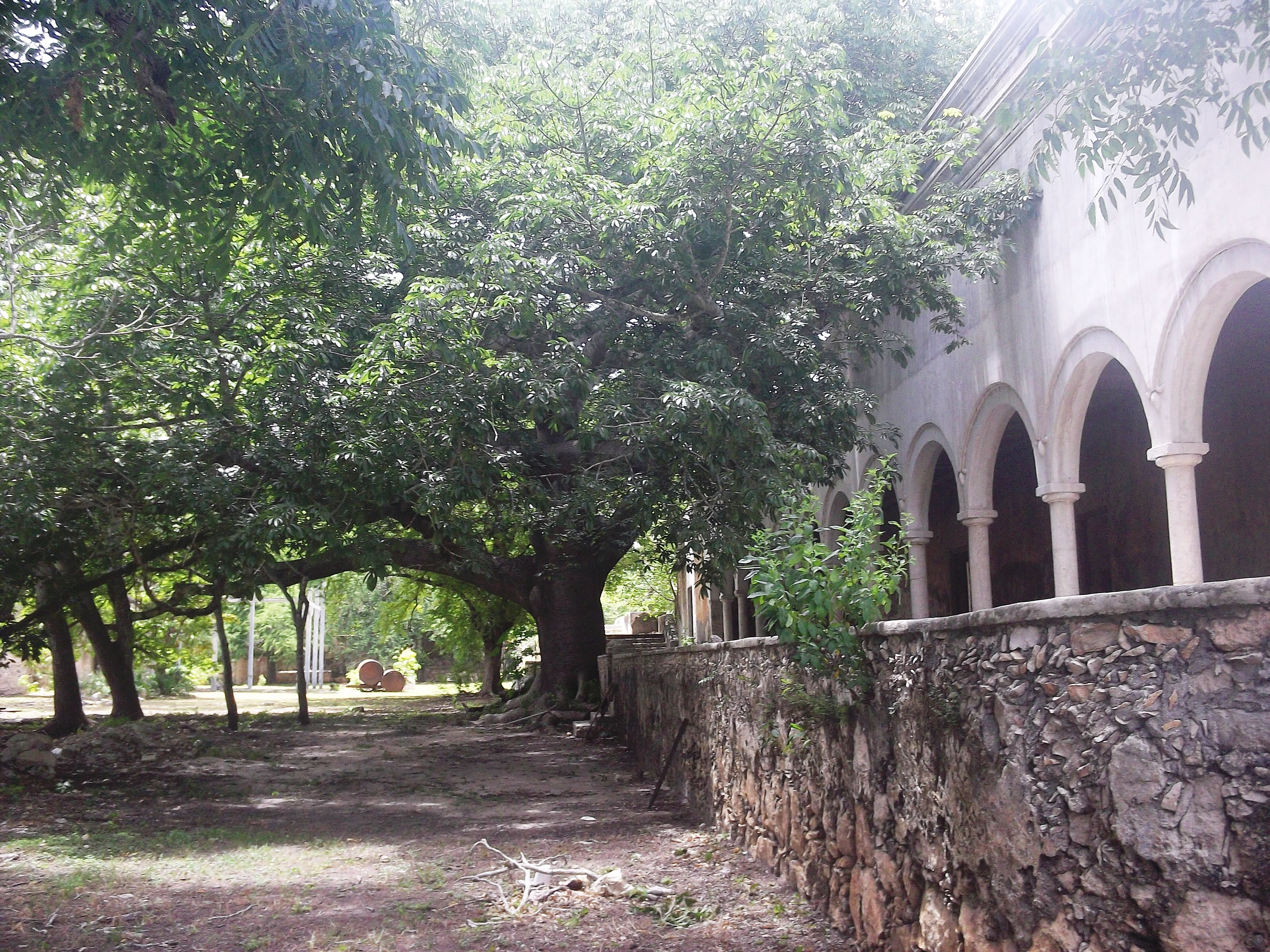
Бывшая асьенда Сан-Антонио-Тециц
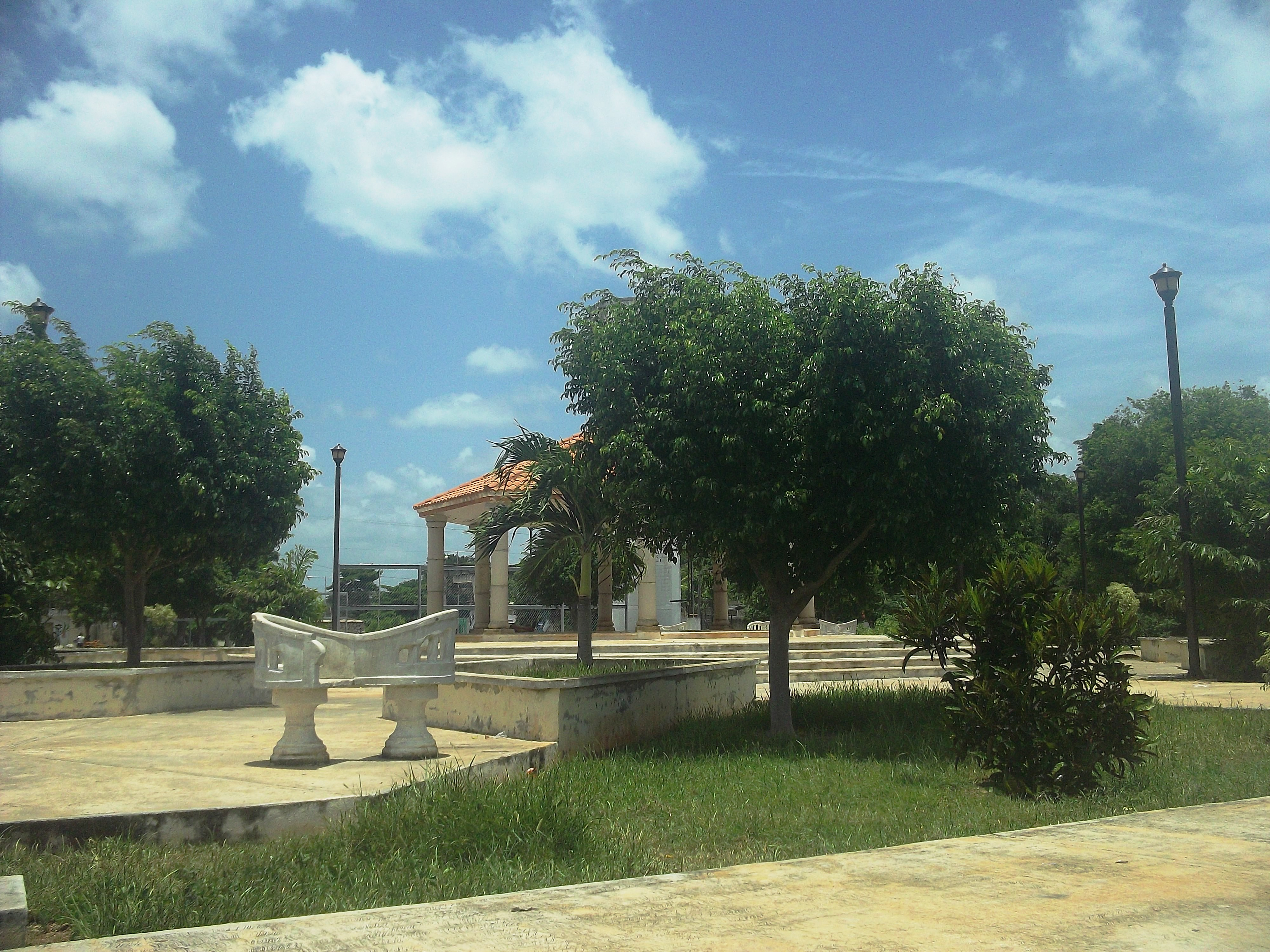
Центральный парк Кучеля